# Documents colombins
Cristòfor Colom escrigué un gran nombre d'escrits i documents sobre els seus viatges, molts dels quals s'han conservat fins avui. Colom va escriure les relacions dels seus quatre viatges a Amèrica, encara que actualment no se'n conserva cap; només coneixem la còpia resumida sobre els seus primer i tercer viatges que va fer el cronista Bartolomé de las Casas en el seu llibre. Entre 1501 i 1502, Colom escrigué el Llibre de les Profecies, que era un document de 84 fulls, dels quals s'han perdut 14, on explicava la gran envergadura del descobriment d'Amèrica a la vista dels profetes de l'Antic Testament i alhora justificava la croada per conquerir Jerusalem. També es conserven diferents còpies de documents personals, alguns originals, que s'han atribuït a l'Almirall, així com diferents cartes, memorials, algun llibre i una cèl·lula; entre aquests documents s'hi compten, per exemple, la carta de Colom a Lluís de Santàngel, a Juana de la Torre, diverses als Reis Catòlics i al seu fill Dídac, o també la cèl·lula on nomena Bartomeu Colom governador de l'Hispaniola.
Així mateix es considera que Colom instituí un Majoratge, l'any 1497, el qual fou perdut. Amb tot, existeix una còpia i una ratificació, la veracitat de les quals és posada en dubte per alguns historiadors. També es conserven dues còpies del testament de l'Almirall del 19 de maig de 1506, una còpia notarial a l'Arxiu d'Índies de Sevilla dins l'arxiu familiar dels ducs de Veragua, i l'altre al Patronato.
A banda dels documents escrits per l'Almirall, també es coneixen les gestes dels primers viatges gràcies als llibres dels primers cronistes: el seu fill Ferran Colom, el qual detallà cadascun dels quatre viatges; el frare Bartolomé de las Casas, que escrigué Diario i Historia de las Indias; Francisco López de Gómara, que escrigué Historia general de las Indias sense haver travessat mai l'oceà l'Atlàntic; Andrés Bernáldez, que escrigué Historia de los Reyes Católicos don Fernando y doña Isabel, on relata el primer viatge de l'Almirall; Gonzalo Fernández de Oviedo, que escrigué Historia general y natural de las Indias, islas y tierra-firme del mar Océano; Pietro Martire d'Anghiera, que escrigué una sèrie d'epístoles en llatí titulades De Orbe Novo; i finalment, Jerónimo Zurita y Castro, que escrigué Historia del Rey don Fernando el Católico.

## Documents Genovesos

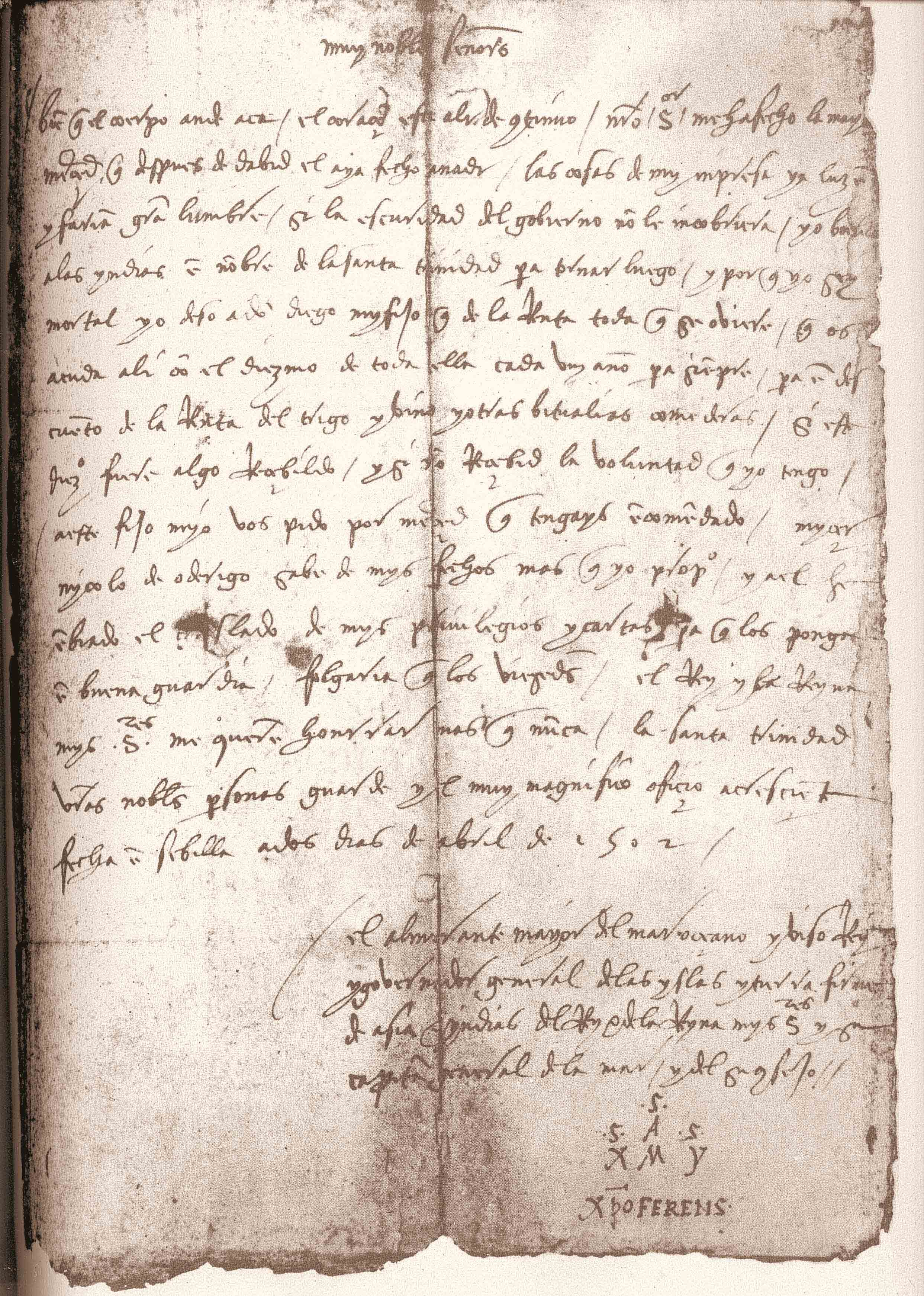
Carta de Colom, de 2 d'abril de 1502, al Banc de Gènova

L'argumentació de la teoria sobre l'origen genovès de Colom es troba compilada al llibre Raccolta di Documenti e Studi publicati della Reale comisione Per Quarto Centenario della Scoperta dell' America, editat el 1896, i publicat pel Ministero della Publica Intruzione, Roma, el qual fou actualitzat en el llibre COLOMBO, DOCUMENTI e PROVE della sua APPARTENENZA a GENOVA. editat a Bergamo, per l'Istituto Italiano d'Arti Grafiche, l'any 1929, publicat en diversos idiomes.
En aquests s'hi troben diferents documents que sustenten la teoria genovesa. Això no obstant, la majoria dels documents són notes notarials, sense signatura notarial i poc relacionades amb el personatge, que aporten poques dades biogràfiques d'en Colombo. Entre els documents recollits en destaquen dos:
- l'anomenat document Assereto (trobat pel general Assereto a l'Arxiu Notarial de Gènova): es tracta d'un document datat del 25 d'agost de 1479 on un tal Cristoforo Colombo, ciutadà de Gènova, assegura tenir vint-i-set anys i que marxa l'endemà cap a Portugal. Aquest document és el que serveix de base per afirmar que Colombo va néixer el 1451.[10]
- I la Carta al Banc de Gènova: aquest document és emprat com a defensa de la nacionalitat genovesa d'en Colom. Segons el llibre Racolta... la carta, escrita per Colom, resa la frase "mi corazón está en Génova", essent aquesta emprada com una prova de la nacionalitat genovesa de l'almirall. No obstant l'anàlisi del document original contradiu aillò exposat i revela que la frase real resa: "mi corazón está allí".[11]

## Documentària Colom
Donada la importància de les gestes d'en Colom, es té constància de molts documents escrits per la seva mà. Si bé molts documents d'en Colom posteriors al descobriment d'Amèrica han sobreviscut o se'n té constància, el cert és que d'abans de 1492 sols s'han conservat diferents anotacions, fetes per la mà d'en Colom, en diferents llibres de la seva propietat. Amb anterioritat al descobriment no s'ha conservat cap document sencer escrit per la seva mà (ni cap signatura).
A manera de resum exposarem els principals documents colombins (tot situant-los en relació als viatges de Colom a Amèrica):
	arxiu	localitat	document	fecha		
- ACA, Barcelona, Capitulaciones, 17-04-1492, CANCILLERÍA,REGISTROS,NÚM.3569,folios 135v-136v
- ACA, Barcelona, pasaporte, 17-04-1492
- ACA, Barcelona, carta a un principe, 17-04-1492
- AGS, Simancas, Libranza a Luís de Santàngel por préstamos hechos a la corona.		Signatura: CCA,CED,1,101,2.
- AGS, Simancas, Confirmación de las Capitulaciones de Santa Fe	23-04-1497
- Ordenanza y Mayorazgo bienes, 01-04-1502, desaparecido
- Indias, Sevilla, Escritura venta mitad de la villa de Palos, PATRONATO REAL,CAJA 35,DOC.5.
- Indias, Sevilla, Provisión a ciertos vecinos de Palos	30 abril 1492, PATRONATO, 295, N.3, digitalizado
- Indias, Sevilla, Registro de Hernán Álvarez: provisiones de armadas, 1493, PATRONATO,9,R.1, digitalizado
- Indias, Sevilla, Expediente de Francisca Colón: reclamación ducado Veragua, 1567, PATRONATO,14,N.4,R.23, digitalizado
- Indias, Sevilla, Descubrimientos, descripciones, etc.: Cristóbal Colón, 1486/1506, PATRONATO,8, no digitalizado
- Indias, Sevilla, Descubrimientos, etc.: Cristóbal Colón 1486/1592, PATRONATO,S.2,SS.1, no digitalizado
- Indias, Sevilla, Descubrimientos, conquista, pacificación, etc. 1486/1685, PATRONATO,S.2,no digitalizado
- Indias, Sevilla, Documentación incorporada por compra, etc., 1488/1801, PATRONATO,S.8, no digitalizado
- Indias, Sevilla, Seguridad que se ofreció a Colón para su viaje a Portugal, 1488-03-29, PATRONATO,295,N.1, digitalizado
- Indias, Sevilla, Juanoto Berardi: poblaciones y gobierno en Indias, 1490, PATRONATO,170,R.3, digitalizado
- Indias, Sevilla, Capitulaciones de Santa Fe: títulos y privilegios para Colón, (còpia del document de 1492, sense data de còpia), PATRONATO,8,R.9, digitalizado
- Indias, Sevilla, Capitulaciones de Santa Fe, (còpia del document de 1492-IV-17, sense data de còpia),	PATRONATO,8,R.8, digitalizado
- Indias, Sevilla, Capitulaciones Santa Fe (còpia del document de 1492-IV-17, sense data de còpia), PATRONATO,8,R.1, digitalizado
- Indias, Sevilla, Capitulaciones de Santa Fe (òopia del document de 1492-IV-17, sense data de còpia), PATRONATO,295,N.2, digitalizado
- Indias, Sevilla, Armamento de las tres carabelas: Cristóbal Colón, 1492-04-30, PATRONATO,295, N.4, digitalizado
- Indias, Sevilla, Exención de derechos a las tres carabelas de Colón, 1492-04-30, PATRONATO,295, N.6, digitalizado
- Indias, Sevilla, Aparejo de carabelas en Palos para partir con Cristóbal Colón, 1492-04-30, PATRONATO,295,N.3,digitalizado
- Indias, Sevilla, Descubrimientos, descripciones, etc.: Cristóbal Colón, 1493/1495, PATRONATO,9, no digitalizado
- Indias, Sevilla, Apresto de armada para ir a Indias: Colón y Juan de Fonseca, 1493-05-24, PATRONATO,295,N.8, digitalizado
- Indias, Sevilla, Confirmación de las mercedes concedidas a Colón, 1493-05-28, PATRONATO,295,N.10, digitalizado
- Indias, Sevilla, Autorización a Colón para delegar en otros en su ausencia, 1493-05-28, PATRONATO,295,N.13,	digitalizado
- Indias, Sevilla, Nombramiento de capitán general a Colón: armada a Indias, 1493-05-28, PATRONATO,295,N.11,	digitalizado
- Indias, Sevilla, Nombramiento de los oficios de gobernación por Colón	1493-05-28, PATRONATO,295,N.12, digitalizado
- Indias, Sevilla, Instrucción a Colón: viaje y buen gobierno de Indias	1493-05-29, PATRONATO,295,N.14,digitalizado
- Indias, Sevilla, Merced sobre las alcabalas de carnicerías de Córdoba a Colón, 493-11-18, PATRONATO,295,N.22, digitalizado
- Indias, Sevilla, Instrucción de Colón a mosén Pedro Margarite, 1494-04-09, PATRONATO,8,R.10, digitalizado
- Indias, Sevilla Descubrimiento Tierra Firme.	1494-06-12, PATRONATO,8,R.11, digitalizado

	Indias	Sevilla	Testamento Cristóbal Colón	1497 	PATRONATO,8,R.3	digitalizado
	Indias	Sevilla	Confirmación de las capitulaciones con Colón en Santa Fe	1497-04-23 	PATRONATO,295,N.31	digitalizado
	Indias	Sevilla	Testamento de Cristobal Colón : fundación de mayorazgo	1498-02-22	PATRONATO,295,N.101	digitalizado
	Indias	Sevilla	Libro de los privilegios concedidos a Cristóbal Colón	1498-03-15 	PATRONATO,295,N.98	digitalizado
	Indias	Sevilla	Merced de Colón a Pedro de Salcedo: venta jabón, la Española	1499-08-03 	PATRONATO,295,N.40	digitalizado
	Indias	Sevilla	Servicios prestados por Colón e ingratitud de la Corona	1500 	PATRONATO,295,N.41	digitalizado
	Indias	Sevilla	Disposiciones dadas a Colón	1500 	PATRONATO,8,R.13	digitalizado
	Indias	Sevilla	Descubrimientos, etc.: Tierra Firme	1500 / 1595	PATRONATO,S.2,SS.7	NO digitalizado
	Indias	Sevilla	arta de Colón a fray Gaspar Gorricio : partida para Cádiz	1502-04-04 	PATRONATO,295,N.46	digitalizado
	Indias	Sevilla	Carta de Cristóbal Colón a su hijo Diego	1505-02-05	PATRONATO,295,N.59	digitalizado
	Indias	Sevilla	Testamento de Cristóbal Colón: codicilo	1506-05-04	PATRONATO,8,R.4	digitalizado
	Indias	Sevilla	Ratificación del testamento y codicilo de Cristóbal Colón	1506-05-19 	PATRONATO,295,N.61	digitalizado
	Indias	Sevilla	Asignación a Diego Colón:oro y bienes de su almirantazgo	1506-06-02	PATRONATO,8,R.5	digitalizado
	Indias	Sevilla	Confirmación de merced a Diego Colón	1507-08-24 	PATRONATO,295,N.63	digitalizado
	Indias	Sevilla	Descubrimientos, descripciones,etc.: Diego y Fernando Colón	1508 / 1539 	PATRONATO,10	no digitalizado
	Indias	Sevilla	Ordenanzas del Emperador a favor de Diego Colón	1520-05-17	PATRONATO,295,N.83	digitalizado
	Indias	Sevilla	Libro copiador de Cristóbal Colón	1530 	PATRONATO,296B,R.1	digitalizado
	Indias	Sevilla	Libro copiador de Cristóbal Colón	1530 / 1560 	PATRONATO,296B	no digitalizado
	Indias	Sevilla	Testamento de Diego Méndez : último viaje de Colón	1536-12-08 	PATRONATO,295,N.90	digitalizado
	Indias	Sevilla	Traslado restos de Colón.-Pago a María y Juana Colón	1537 	PATRONATO,14,N.4,R.27	digitalizado
	Indias	Sevilla	Facultad a María de Toledo:traslado de los restos de Colón	1537 	PATRONATO,14,N.4,R.8	digitalizado
	Indias	Sevilla	Fe de originales: capitulaciones Reyes Católicos con Colón	1537-06-16 	PATRONATO,295,N.94	digitalizado
	Indias	Sevilla	Poder de María Colón a María de Cardona y Gaspar Guerrero	1592-03-24	PATRONATO,14,N.4,R.30	digitalizado
	Indias	Sevilla	Petición Cristóbal Colón:traslado a la Carrera de Indias	1597 	PATRONATO,14,N.4,R.26	digitalizado
	Indias	Sevilla	Documentos Diego Colón		PATRONATO,10,N.1,R.16	digitalizado
	Indias	Sevilla	Biografía sobre Cristóbal Colón: Extracto		PATRONATO,8,R.7	digitalizado
	Indias	Sevilla	Capitulaciones Santa Fe:privilegios de Cristóbal Colón		PATRONATO,8,R.2	digitalizado
	Indias	Sevilla	Petición de Cristóbal Colón:conquistar indios		PATRONATO,14,N.4,R.28	digitalizado
	Indias	Sevilla	Relación artillería, municiones para armada de Santo Domingo		PATRONATO,9,R.2	digitalizado
	Indias	Sevilla	Relación sobre isla Española		PATRONATO,18,N.1,R.1	digitalizado
	Indias	Sevilla	siento con Colón: mantenimiento de los que irían a Indias		PATRONATO,295,N.29	digitalizado
	Indias	Sevilla	Memorial de Diego Colón:para mantener cargo y privilegios		PATRONATO,10,N.1,R.3	digitalizado
- carta de Colón a los Reyes, 07-07-1503,MS.2327, ff 14-26

- - A partir d'aquí hi ha duplicats que s'han d'esborrar, i per als no duplicats s'ha de buscar la referència d'arxiu on són.

- Primer viaje, Relacion de la gente que acompaño a Colón, consuelo varela (no té referència)
- Primer viaje, Carta a Rodrigo de Escobedo, consuelo varela (no té referència)
- Primer viaje, Carta a Luis de Santangel, consuelo varela (no té referència)
- Primer viaje,	Carta de don Juan de Portugal a Colón, consuelo varela (no té referència)
- Primer viaje	Carta del duque de Medinaceli a D Pedro Gonzalez, consuelo varela (no té referència)
- Primer viaje,	Carta de Anibal Zennaro a Jacobo Trotti, consuelo varela (no té referència)
- 2º viaje, Ordenanza segundo viaje, consuelo varela (no té referència)
- 2º viaje	Memorial a Antonio de Torres			consuelo varela (no té referència)

		2º viaje	Instrucción a Pedro Margarit			consuelo varela (no té referència)
		2º viaje	carta a los reyes			consuelo varela (no té referència)
		2º viaje	Cédula nobrando gobernador a Bartolomé			consuelo varela (no té referència)
		2º viaje	Carta de Miguel Muliart a Colón			consuelo varela (no té referència)
		2º viaje	Relacion de Guillermo Coma			consuelo varela (no té referència)
		2º viaje	Carta de Juan de Bardi			consuelo varela (no té referència)
		2º viaje	Cartas de Simon Verde			consuelo varela (no té referència)
		2º viaje	Carta de Jaime Ferrer a Colón			consuelo varela (no té referència)
		2º viaje	Informe y juramento de cómo Cuba era tierra firme			consuelo varela (no té referència)
		2º viaje	Relacion de Miguel de Cuneo			consuelo varela (no té referència)
		2º viaje	Carta de Sebastian de Olano a los reyes			consuelo varela (no té referència)
		2º viaje	Memorial de Juanoto Bernadi a la reina			consuelo varela (no té referència)
		2º viaje	Carta del dr Chanca al Cabildo de Sevilla			consuelo varela (no té referència)
		3r viaje	Memorial de la Mejorada			consuelo varela (no té referència)
		3r viaje	Poder jeronimo Agüero			consuelo varela (no té referència)
		3r viaje	Memorial de los Reyes sobre la poblacion de las Indias			consuelo varela (no té referència)
		3r viaje	Contrato de Colon y Fonseca con Anton Marino			consuelo varela (no té referència)
		3r viaje	Carta de Colon a Fonseca			consuelo varela (no té referència)
		3r viaje	Conocimiento de deuda			consuelo varela (no té referència)
		3r viaje	Carta de colon a bartolome			consuelo varela (no té referència)
		3r viaje	Institucion del Mayorazgo			consuelo varela (no té referència)
		3r viaje	Carta de colon a diego			consuelo varela (no té referència)
		3r viaje	Cartas a fray gaspar Gorricio			consuelo varela (no té referència)
		3r viaje	Carta a Francisco Roldan			consuelo varela (no té referència)
		3r viaje	Carta a Miquel Ballester			consuelo varela (no té referència)
		3r viaje	carta de john day a colon			consuelo varela (no té referència)
		3r viaje	carta de roldan al arzobispo de Toledo			consuelo varela (no té referència)
- 3r viaje, Carta de Ballester a Colom, consuelo varela (no té referència)
- 3r viaje, Seguro a Francisco Roldan, consuelo varela (no té referència)
- 3r viaje, Provision a Pedro de Salcedo, consuelo varela (no té referència)
- 3r viaje, Cartas rebelion el Indias, consuelo varela (no té referència)
- 3r viaje, Carta de roldan, moxica, gamez y escobar a Colón, consuelo varela (no té referència)
- 3r viaje, Carta Alonso S Carbajal a Colón, consuelo varela (no té referència)
- 3r viaje, Carta Cisneros a franciscanos, consuelo varela (no té referència)
- 3r viaje, Carta Juan de Leudelle, consuelo varela (no té referència)
- 3r viaje, Carta Juan de Robles, consuelo varela (no té referència)
- 3r viaje, Carta y Memorial Juan de Trasierra, consuelo varela (no té referència)
- 4º viaje, Carta a Ana de la Torre, consuelo varela (no té referència)
- 4º viaje, hoja suelta en papel, consuelo varela (no té referència)
- 4º viaje, carta a los reyes, consuelo varela (no té referència)
- 4º viaje, cartas a Gorricio, consuelo varela (no té referència)
- 4º viaje, Libro de las Profecias, consuelo varela (no té referència)
- 4º viaje, Información privilegios y mercedes, consuelo varela (no té referència)
- 4º viaje, Respuesta capitulo Privilegios, consuelo varela (no té referència)
- 4º viaje, Memoriales de agravios, consuelo varela (no té referència)
- 4º viaje, Carta a la reina, consuelo varela (no té referència)
- 4º viaje, Conocimiento de deuda Alonso Morales			consuelo varela (no té referència)
- 4º viaje, carta a los reyes, consuelo varela (no té referència)
- 4º viaje, Memorial a Diego, consuelo varela (no té referència)
- 4º viaje, Carta a Oderigo, consuelo varela (no té referència)
- 4º viaje, Carta a la Banca de san Jorge, consuelo varela (no té referència)
- 4º viaje, Cartas a Gorricio, consuelo varela (no té referència)
- 4º viaje, Relacion del viaje, Consuelo varela (no té referència)
- 4º viaje, Carta a Gorricio, consuelo varela (no té referència)
- 4º viaje, Carta a Ovando, consuelo varela (no té referència)
- 4º viaje, Libramiento de pago, consuelo varela (no té referència)
- 4º viaje, Carta a Diego, consuelo varela (no té referència)
- 4º viaje, Carta a Oderigo, consuelo varela (no té referència)
- 4º viaje, Carta a Juan Luis Mayo, consuelo varela (no té referència)
- 4º viaje, Carta a Diego, consuelo varela (no té referència)
- 4º viaje, Carta a Gorricio, consuelo varela (no té referència)
- 4º viaje, Cartas a Diego, consuelo varela (no té referència)
- 4º viaje, Cartas al rey, consuelo varela (no té referència)
- 4º viaje, Carta a Diego de Deza, consuelo varela (no té referència)
- 4º viaje, Poder a Berardi, consuelo varela (no té referència)
- 4º viaje, Carta a Felipe y Juana, consuelo varela (no té referència)
- 4º viaje, Carta de Gorricio a Colon, consuelo varela (no té referència)
- 4º viaje, Informe del cuarto viaje, consuelo varela (no té referència)
- 4º viaje, Informe Hernando y Andrea Colon gastos Jamaica, consuelo varela (no té referència)
- 4º viaje, Informacion de Bartolome Colon, consuelo varela (no té referència)
- 4º viaje, Testamento de Diego Mendez, consuelo varela (no té referència)
- 4º viaje, Carta de Bernadi a Colón, consuelo varela (no té referència)

- Original libro de las Profecias (Sevilla?)
- manuscrito Libro Bartolomé de las Casas (Académia de la Història?, publicat en facsimil?

- LIBROS IMPRESOS - PRIMERES EDICIONS 			
  - Sobre las islas recientemente descubiertas de Guillermo Coma
  - Historia, G. Fernandez de Oviedo
  - Historia, Lopez de Gomara
  - Memorias, Bernaldez
  - Historia, B las Casas
  - Lettera Rarisima, 1505, Venecia

## Relacions dels quatre viatges
Colom va escriure relacions dels quatre viatges, de les quals no ha sobreviscut l'original. De la relació del primer viatge els reis van fer-ne una còpia a Barcelona, que també es perdé. Les notícies del primer i del tercer viatge són trameses pel pare Bartomeu Casaus, el qual feu al seu llibre una còpia resumida de les relacions fetes per Colom. Per a les notícies sobre el segon viatge, els historiadors prenen com a guia l'informe d'en Colom als Reis, malgrat que és incomplet.
Del quart viatge, els historiadors prenen com a referència una còpia, d'autor anònim, d'una carta als reis de 7 de juliol de 1503, que es conserva a la Biblioteca Universitària de Salamanca.

## Institució del Majoratge
Es considera que Colom instituí un Majoratge, l'any 1497. No obstant, el document original es perdé; l'última referència sobre aquest és que es trobava en poder del seu net Lluís Colom. Encara que ha sobreviscut una còpia i una confirmació d'aquest, els historiadors coincideixen que són falsificades (considerant que foren falsificades dins el marc dels plets colombins per part de genovesos).
La Còpia o Minuta del Majoratge de 22-2-1498 és considerada falsa per les inexactituds que hi són reflectides. En aquesta còpia es fa una encomanació al Príncep Joan, mort un any abans, el 4-10-1497; s'indica que l'almirall de Castella es diu Don Enrique (quan en realitat era Fadrique Enríquez) i es considera que la signatura d'en Colom és falsificada, ja que l'anagrama que hi apareix té un defecte (en la còpia apareix part de l'anagrama com .X.M.Y.-amb punts-, mentre que en l'anagrama emprat per Colom aquesta part XMY és escrita sempre sense punts).
Així mateix, la historiadora Alicia B. Gould trobà -a l'Archivo General de Simancas, dins el llibre de registres del Segell Reial de Cort- una confirmació Reial del Majoratge, concedida pels Reis a Granada i datada el 28 Setembre 1501. En aquesta confirmació, igual que en la mencionada Institució del Majoratge, es torna a parlar del Príncep Joan com persona en vida, quan feia quatre anys que havia finit, i està signat per Fernando Alvarez de Toledo, secretari reial, qui no ho era des de 1497.

## Mapa d'en Colom

Carta nàutica atribuïda a Colom.

L'anomenat Mapa d'en Colón va ser trobat l'any 1924 per l'historiador Charles Marie de la Roncière a la Biblioteca Nacional de París, on encara es conserva. El mapa es considera fet per en Colom malgrat que no és signat per cap autor.
El mapa consta de dues parts, dibuixades sobre pergamí, de mida total 1.1 x 0.7 m; la part esquerra és una carta celeste que reflecteix la concepció geocèntrica del sistema solar d'aquells temps.
En ella apareixen la Lluna, Mercuri, Venus, el Sol, Mart, Júpiter i Saturn; el vuitè cercle és el dels estels i la novena la mansió del Cel, malgrat que l'autor la deixa en blanc. Totes aquestes òrbites rodejaven la Terra, representada per un planisferi del Vell Món amb centre a Jerusalem. L'autor explica al dibuix que, encara que la representació sia plana, la realitat era esfèrica. A les costes de Cathai (Xina) l'autor dibuixà el paradís, rodejat de muntanyes.
La part dreta és un portolà de les terres conegudes a Europa al segle xv, limitat per quatre roses dels vents, de les quals parteixen les corresponents línies de navegació, detallant les costes mediterrànies i del litoral atlàntic, des d'Escandinàvia fins a la desembocadura del riu Congo.
El fet que, entre les viles importants de l'interior, figurin Granada i Santa Fe fa pensar que el mapa és posterior al 2 de gener de 1492.

## Llibre de les Profecies
Llibre o col·lecció d'autoritats, dites, sentències i profecies envers la recuperació de la Sancta Ciutat i del Mont de Déu, Sió, i envers la invenció i la conversió de les illes de l'Índia i de totes les gents i nacions, a nostres reis hispans.
Manuscrit de 84 fulls (manquen 14), escrit per Colom de 1501 a 1502, que té com a fi explicar la grandiositat del descobriment d'Amèrica a la vista dels profetes de l'Antic Testament, i justificant la croada per a conquerir Jerusalem.
Manquen 14 fulls, i al fol 77 hi ha una nota, afegida per un bibliotecari, que hi diu "mal feu qui furtà d'aquí aquests fulls, perquè era el millor de les profecies d'aquest llibre"
D'aquest llibre Colom posà el seu fill Ferran a copiar-lo, per trametre'n còpies als reis catòlics, a diversos reis europeus i al Papa. Segons els hebraistes, el fet de fer copiar aquest llibre al seu fill és, de facto, una iniciació al judaisme.

## Testament de 19-05-1506[22]
Del testament de l'Almirall, de 19 de maig de 1506, es guarden dues còpies, una notarial a l'Arxiu d'Índies de Sevilla, dins del grup de l'arxiu familiar dels ducs de Veragua, i una còpia al Patronato.,

## ElDocument Borromeo
Aquest és un document trobat sota la coberta d'un llibre de 1558 a la biblioteca de la família Borromeo de Milà, publicat al diari ABC del 21 i 22 d'agost de 1931, amb traducció de l'historiador Manuel Rubio i Borràs. És un document amb data de 1494, signat a Bergamo, on Giovanni de Borromeo manifesta que en Pedro Màrtir d'Anghiera li confessà que en Colom era català de Mallorca i no pas genovès, cosa que s'ocultà per raons religioses i polítiques, i que en cap cas es tracta de la mateixa persona que el tal Cristoforo Colombo fill de Domenico Colombo, del mateix nom.
L'original d'aquest document no ha aparegut mai més.

## Cronistes colombins

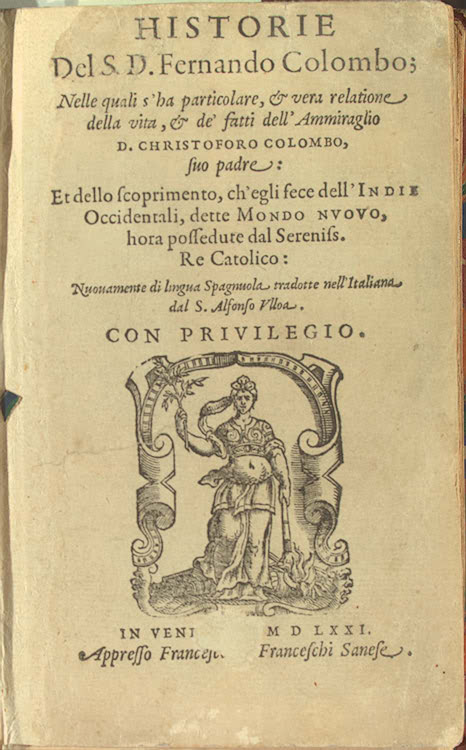
Coberta del llibre Historiae de Ferran Colom.

- Ferran Colom, Historie del S.D. Fernando Colombo;Nelle quali s'ha particolare, e vera relazione della vita e dei fatti dell'Ammiraglio D. CRISTOFORO COLOMBO, suo padre: Et dello scoprimento ch'egli fece dell'INDIE Occidentali, delle MONDO NUOVO, hora possedute dal Sereniss. Re Catolico: Nuovamente di lingua Spagnola tradotte nell'italiana del S. Alfonso Ulloa, publicat a Venècia el 1571, i que no va ser publicat en castellà fins a 1749, i del qual no ha aparegut mai l'original castellà de la mà d'en Ferran. Hi ha historiadors que afirmen que està manipulat pel traductor, i n'hi ha que afirmen que la manipuladora va ser Luisa de Carbajal, dona de Lluís Colom, amb el fi de defensar els interessos del seu fill Cristóbal Colón y Carbajal. D'aquest llibre es diu que l'original va ser venut al traductor per Lluís Colom, net del descobridor, però també hi ha qui pensa que no és de mà d'en Ferran sinó que es tracta d'un esborrany del llibre de Bartomeu Casaus.

- Bartomeu Casaus o Las Casas (1474-1566), dominic i bisbe de Xiapas (Mèxic), defensà els indígenes americans davant la cort de Carles I. En el seu testament indicava que no volia que es publiqués el seu llibre Història General de les ÍndiesDE LAS CASAS, Bartolomé. Historia de las Indias. Edición del Marqués de la Fuensanta del Valle.  Imprenta de Miguel Ginesta, Madrid, 1875.fins 40 anys després de la seva mort, amb instruccions concretes que el manuscrit no sortís del Col·legi de Sant Gregori si no era per a imprimir-lo. Als cinc anys de morir Casaus, el manuscrit fou portat al Consell d'Índies i, més tard, a l'arxiu de Simancas. La "Història General de les Índies" que ens ha pervingut s'acaba el 1520, malgrat que l'original acabava el 1552. A la "Memoria de Antonio Herrera de los libros y papeles de Casas que se trajeron del Colegio de San Gregorio de Valladolid y están en poder de Juan López de Velasco", hom diu que l'obra es componia de tres volums units, i que el primer tenia 624 pàgines. Però, de fet, el primer volum del manuscrit autògraf que es conserva, segons l'historiador Lewis Hanke, només té 496 folis. Aquest volum és el que narra la vida d'en Colom. Es publicà finalment el 1875, 350 anys després de ser escrita, totalment corregida i reduïda.

- Francisco López de Gómara(1511–1566) escriví entre altres obres Historia general de las Indias sense viatjar mai a Amèrica. Capellà de la casa d'Hernán Cortés.

- Andrés Bernáldez(circa 1450 - 1513), conegut com el cura de los Palacios, escrivi el llibre Memorias del reinado de los Reyes Católicos. Fou capellá de Diego de Deza, arquebisbe de Sevilla.

- Gonzalo Fernández de Oviedo y Valdés (1478-1557). Criat de la cort, primer al servei del rei de Nàpols, i després del duc de Calàbria. Notari públic i secretari del Consell de la Santa Inquisició. Enfrontat a Bartomeu Casaus, qui l'acusà a Barcelona de ser "partícip de les cruels tiraníes que a Castilla de l'or s'han fet", fou nomenat Cronista de Indias el 1532. A l'any següent acceptà el càrrec d'alcaide de la fortalesa de Santo Domingo, lloc on morí. Escriví la Historia general y natural de las Indias, islas y tierra firme del mar océano, que relata esdeveniments que van de 1492 a 1549. La primera part s'imprimí el 1535; la impressió de la segona part, a Valladolid, quedà interrompuda per la mort de l'autor el 1557, i no s'edità completa fins a 1851-1855, en quatre volums editats per José Amador de los Ríos, per encàrrec de la Acadèmia de la Història. Fernández de Oviedo no considerava els indígenes americans humans sinó homuncles.

| « | [...]naturalmente vagos y viciosos, melancólicos, cobardes, y en general gentes embusteras y holgazanas […] Idólatras, libidinosos y sodomitas[…] ¿Qué puede esperarse de gente cuyos cráneos son tan gruesos y duros que los españoles tienen que tener cuidado en la lucha de no golpearlos en la cabeza para que sus espadas no se emboten? | » |

:.
- Pere Màrtir d'Angleria (1457 - 1526). Membre del Consell d'Índies (1518), primer cronista d'Índies (1520). Tingué diversos càrrecs eclesiàstics i diplomàtics. Capellà de la reina Isabel des de 1501 fins a la mort d'aquesta el 1504. Bisbe de Jamaica, encara que mai visità Amèrica. El 1501 anà d'ambaixador a Egipte. Escriví en llatí Decadas de Orbe Novo.